# Psi6 Aurigae
Psi6 Aurigae (ψ6 Aurigae, förkortat Psi6 Aur, ψ6  Aur) som är stjärnans Bayerbeteckning, är en dubbelstjärna belägen i den nordöstra delen av stjärnbilden Kusken. Den har en skenbar magnitud på 5,22 och är svagt synlig för blotta ögat där ljusföroreningar ej förekommer. Baserat på parallaxmätning inom Hipparcosuppdraget på ca 9,0 mas, beräknas den befinna sig på ett avstånd på ca 360 ljusår (ca 110 parsek) från solen.

## Egenskaper
Primärstjärnan Psi6 Aurigae A är en orange till röd jättestjärna av spektralklass K0.5 III. Den befinner sig sannolikt (78 procent sannolikhet) på den röda jättegrenen och är cirka 1,55 miljarder år gammal. Den har en massa som är omkring dubbelt så stor som solens massa, en radie som är ca 18 gånger större än solens och utsänder från dess fotosfär ca 123 gånger mera energi än solen vid en effektiv temperatur på ca 4 570 K.
Psi6 Aurigae är en enkelsidig spektroskopisk dubbelstjärna med en omloppsperiod på 5 996 dygn (16,4 år) och en excentricitet på 0,044.